# Lajja Gauri
Lajjâ Gaurî (लज्जा गौरी) est une déesse hindoue associée à l'abondance et la fertilité, et elle a été décrite par euphémisme comme « modeste, honteuse » (Lajja). Sa représentation n'est pas sans rappeler Baubo. Cette Déesse-Mère très ancienne est représentée nue, les jambes écartées formant un M. 

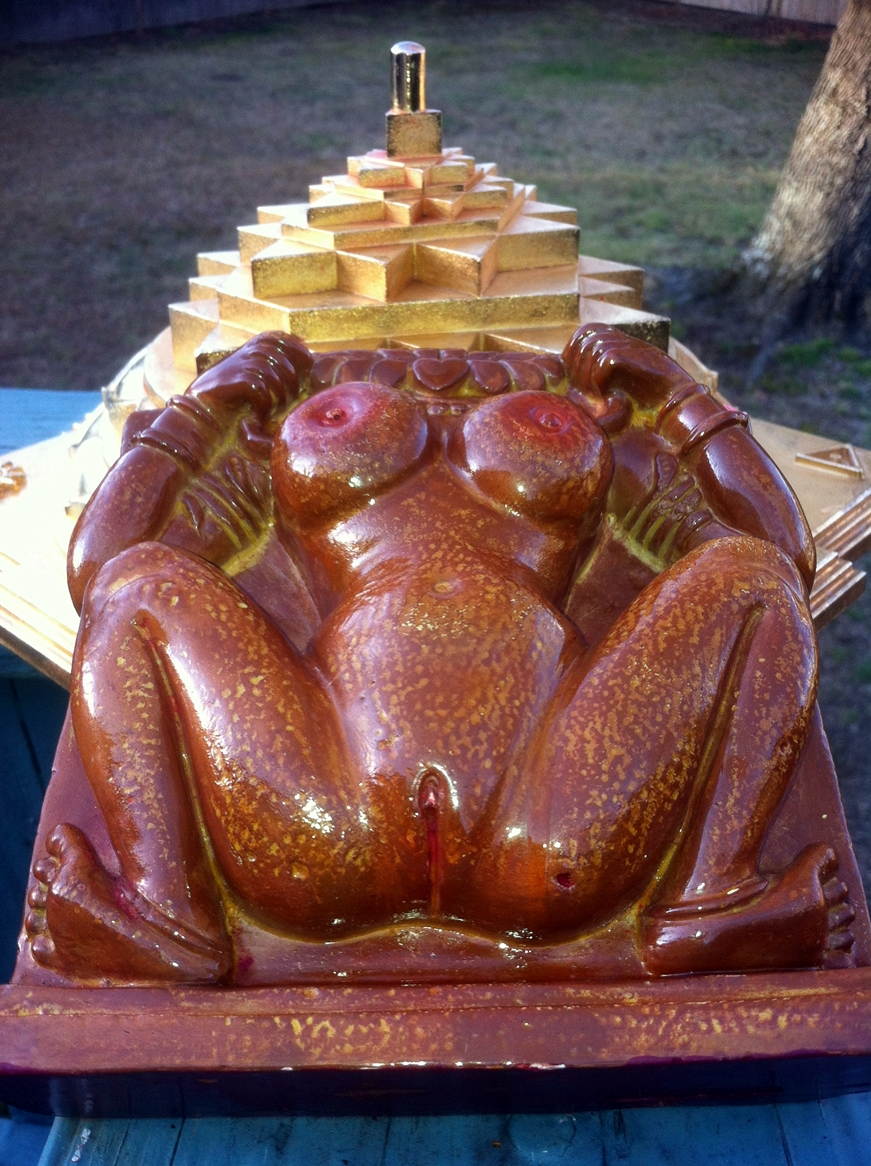
Sculpture représentant Lajja Gauri

## Histoire
Les premières représentations de Lajja Gauri dans le culte Shakta ont été trouvées dans la vallée de l'Indus, ce qui confirme une grande ancienneté, et son culte s'est ensuite répandu surtout dans le Deccan. Mais son culte a quasiment disparu, n'existe plus en Inde moderne, et sa forme même est complètement rejetée par la bourgeoisie indienne et les nationalistes hindous, car voyant en cette déesse « ouverte » et sexuellement épanouie une menace aux règles endogamiques.
"Au premier âge des divinités, l’existence naquit de la non-existence,
Les quartiers du firmament naquirent de Celle qui s’accroupit, les jambes écartées.
La terre est née de Celle qui s’accroupit, les jambes écartées.
Et de la terre, les quartiers du firmament sont nés."
Rig Veda, 10.72.3-4

## Iconographie
Lajja Gauri est représentée le plus souvent avec une tête en forme de fleur de lotus (en signe de modestie) et les jambes écartée laissant voir la vulve ou yoni. Cette représentation symbolise soit l'accouchement du monde (Lajja Gauri est alors la Nature maternelle, la Prakriti) ou l'offrande de son corps. Elle tient dans ses deux mains une fleur de lotus.